# 東京都水道局小河内線

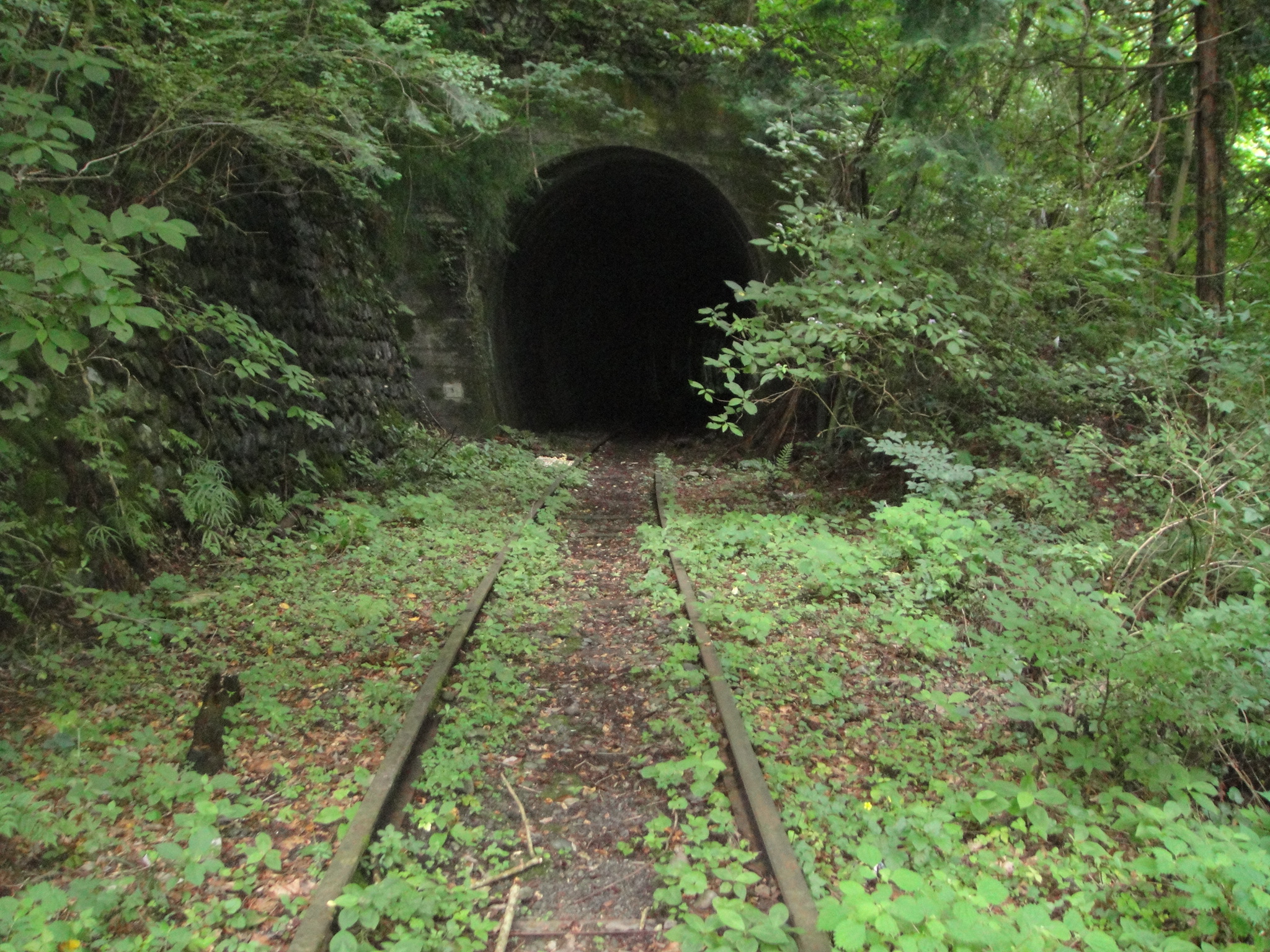
奥多摩むかし道付近の第三氷川トンネル

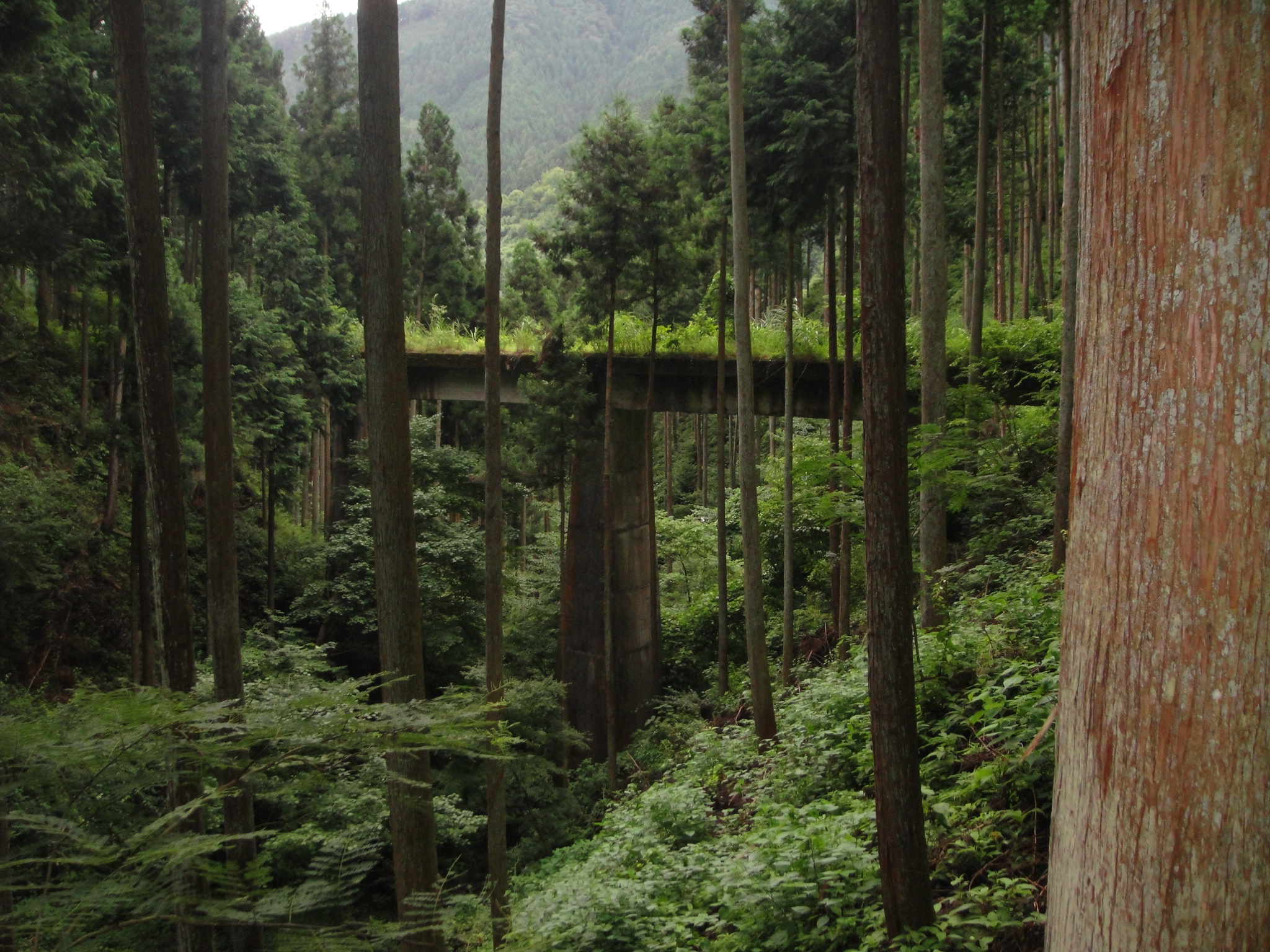
奥多摩むかし道から見た第三氷川橋梁。

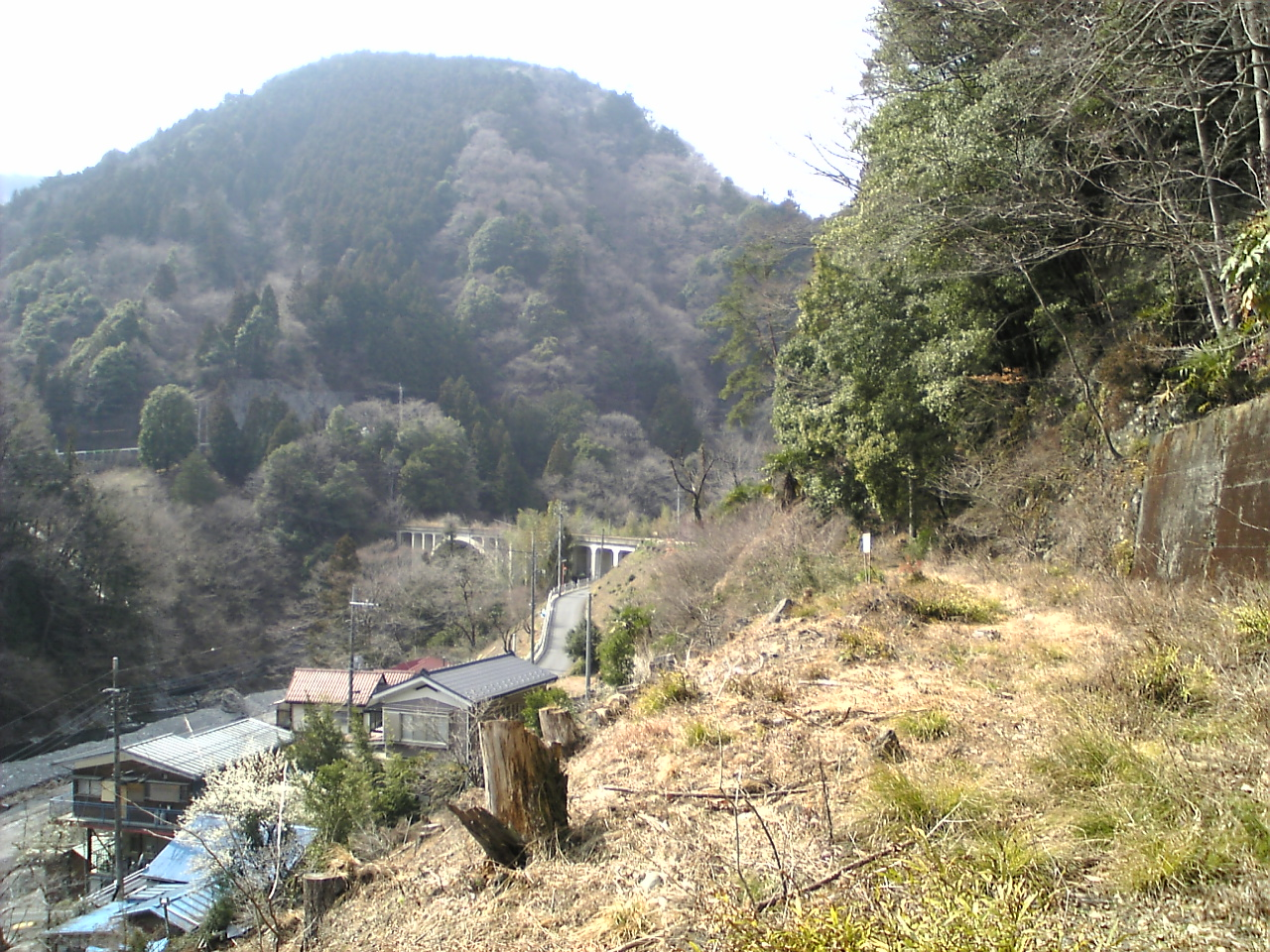
日原川橋梁の様子

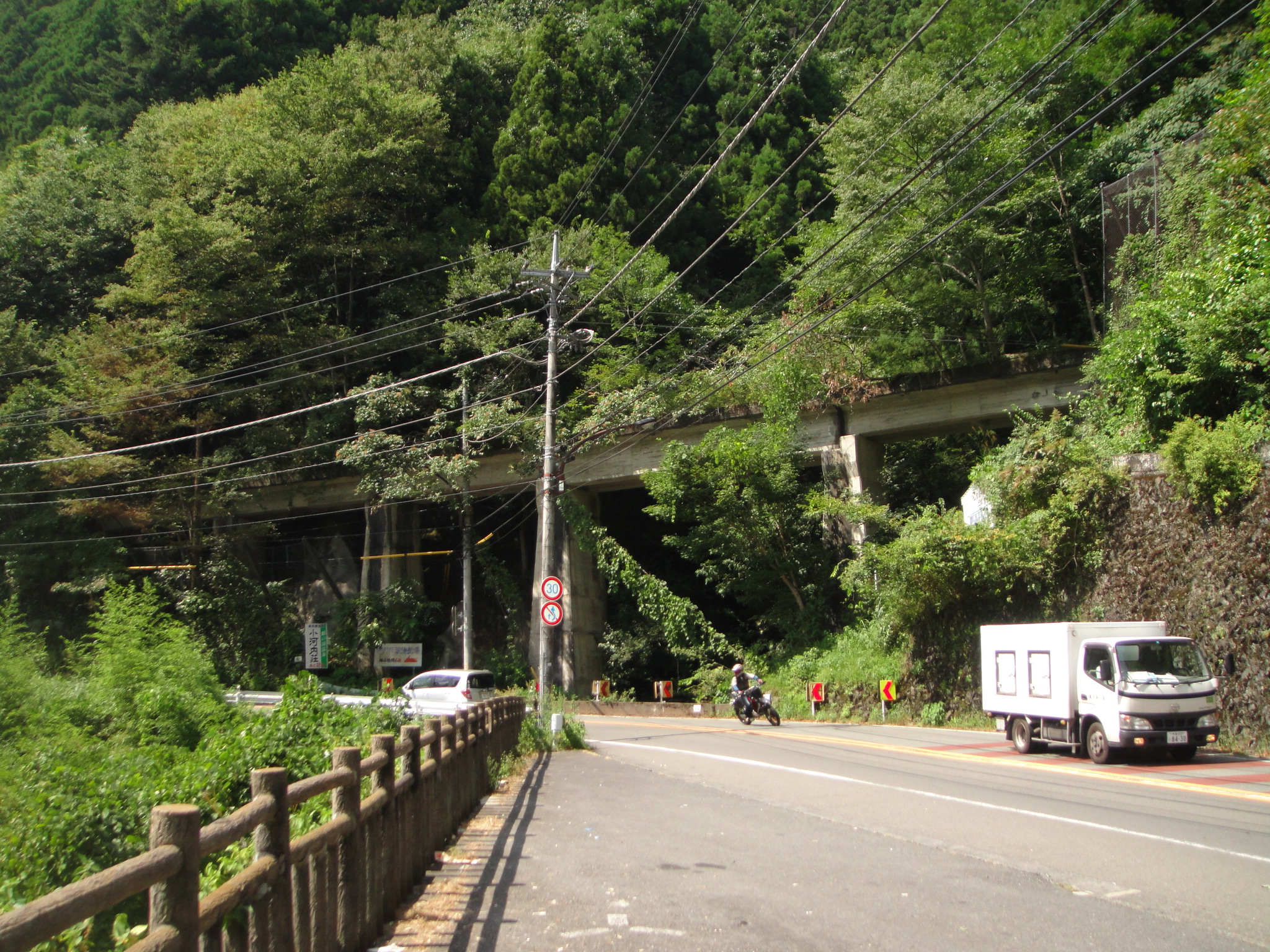
国道411号から見える第一水根橋梁

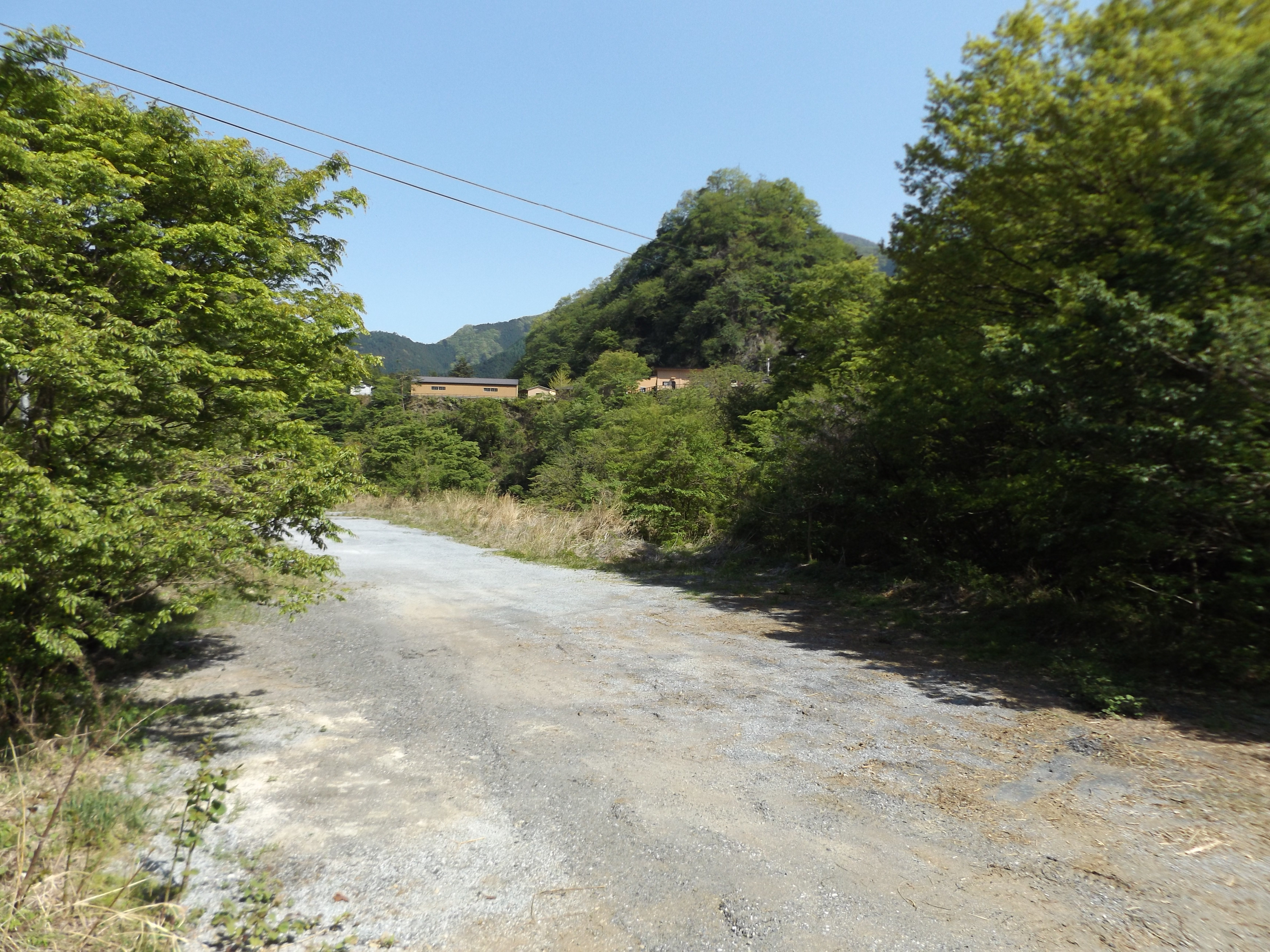
水根駅跡

東京都水道局小河内線（とうきょうとすいどうきょくおごうちせん）は、1952年（昭和27年）に開通し、1957年（昭和32年）まで運行していた、東京都水道局の専用鉄道。正式名称は「東京都専用線小河内線」であった。
小河内ダムの建設用資材輸送用に東京都水道局が敷設・管理した貨物線であり、ダム竣工後は西武鉄道へ、さらに奥多摩工業へ譲渡され、現在は「水根貨物線」として遺構が残っている。
運行期間はわずか5年半のみであったが、東京の水がめである小河内ダムの完成に重要な役割を果たした。

## 沿革

### 専用鉄道敷設を決定
小河内貯水池（小河内ダム）の築造に伴い、ダム工事現場までの資材輸送（セメント約336,000トンおよび川砂約609,000トン）の方法について、戦時中の工事中止前に道路および索道によって運搬する計画が立案されていたが、1948年（昭和23年）の工事を再開した直後、東京都水道局は計画の見直しを行い、従来の計画は白紙に戻して、改めて鉄道、自動車および索道の3案について、技術的、経済的に検討した比較案を立てることとした。1949年（昭和24年）1月25日に開催された第1回技術顧問会議（鈴木雅次や久保田豊ら6名が技術顧問であった）に提案審議した結果、鉄道案が採択され、氷川駅（現：奥多摩駅） - ダム現場間に専用鉄道を敷設する方針が決定した。このため、日本国有鉄道（以後、「国鉄」という）に実施設計を委託した。委託仕様は以下のとおりであった。
- 専用鉄道は、国鉄青梅線終点の氷川駅を始点とし、ダム現場水根を終点とする。ただし水根駅の路線標高はなるべくEL.510m以上とする。
- 路線は丙線規格とし、トンネルは将来電化可能なようにする。
- 輸送量は1日最大1,000トン（セメント400トン、川砂600トン）以上とする。

現地測量は1949年3月に開始され、同年4月には国鉄新橋工事事務所が施工担当となった。現地測量を完了すると設計に着手し、路線選定及び設計方針は以下のとおり決定された。
- 蒸気機関車を使用して所要の輸送を可能にする。氷川 - 水根間の直線水平距離は約5kmで、その高低差が約170mもあり、従って仮に直線としてもその勾配は、34/1000（34パーミル）となる。この勾配では蒸気機関車の運転が不可能となるので路線を長くする必要がある。
- 水根駅をなるべく高所に設け、かつ構内を広くすること。路線延長と勾配に限界があるため、終点の高さにもおのずから限界があるが、できるだけダムのプラントとの関連をよくするため高くとり、また構内は荷卸しと貯蔵設備を考えて広くとるようにする。
- 工費の低廉と工期の短縮を考慮すること。勾配の許す限り路線延長を短くし、長大なトンネルは避け、また全路線のどの地点からも着工できるようにする。
- 将来の利用を考慮すること。ダム工事完成後観光鉄道として存置使用することを考慮し、丙線規格を採るとともに、電化可能にする。

概略設計は1949年5月に完了し、同年7月に国鉄青梅線氷川駅分岐「東京都専用側線」という形で実施に関する申請を行った。この間に進められた実施設計の概要は以下のとおりである。
- 線路延長：6.7km
- 最急勾配：30パーミル
- 最小曲線半径：300m
- 級別：丙線に準ずる。KS12
- 1日最大輸送量：1,500トン
- 明り：延長3,294m
- 橋梁：23箇所、延長1,121m
- トンネル：23箇所、延長2,285m

これらのトンネルや橋梁の大部分は、国鉄の標準設計であったが、特に氷川駅から約700mの位置で日原川を横断する日原川鉄橋はオープンスパンドレル支間46.0m、拱矢16.1mの鉄筋コンクリートアーチ橋であり、側径間支間9.0mの5連続ラーメン橋とする、橋梁延長100.1m、曲線半径210mの特徴的な意匠となった。設計は主径間鉄筋コンクリート主橋を国鉄新橋工事事務所が担当し、側径間ラーメン構造部分は国鉄本庁施設局特殊設計課が担当した。また、水根駅の砂およびセメント貯蔵ビンは、2層連続ラーメンの特殊構造であった。
同年12月、工事施工を国鉄に委託することとなり、国鉄新橋工事事務所が担当することとなった。全線を8工区に分割し、8社による工事請負を決定したが、用地買収及びその補償問題が予想外にてこずったため、解決は翌年まで待たなければならなかった。1950年（昭和25年）5月に着工を迎え、15か月の工期を以て各工区とも一斉に着工した。
路線全体の地質は中生代のグレーワッケ（硬砂岩）および粘板岩の互層から形成され、いずれも節理が発達して不規則な割れ目が多いため、トンネルの施工は逆巻工法を採用した。また日原川橋梁の施工には、日本初のフレシネー工法を採用した。
工事は、着工1か月後に勃発した朝鮮戦争の影響による物価高騰、資金難、工事量増加による設計変更および工期延長等の問題も発生したが、1952年（昭和27年）3月に土木工事を完了。軌条敷設及び保安設備工事を実施し、同年11月に全工程を完了して氷川 - 水根間が開通した。
一方、ダム工事用資材を輸送するには、青梅線に80トン級機関車を入線させる必要があるが、御嶽駅 - 氷川駅間は30kg軌条と貧弱なうえ、半径250m以下の曲線部が多く、軸重増加に耐えられないものであった。このため、軌条・枕木の交換補充やバラスト補強などの軌道強化の必要があった。また、35分間隔ダイヤで旅客列車が運行されている合間をダム工事用資材輸送の貨物列車が入線するため、交換駅が多くなり、拝島駅・福生駅・羽村駅・小作駅・河辺駅・古里駅・氷川駅の7駅の構内側線を増強する必要を生じた。これらの工事は1952年7月から開始され、1953年（昭和28年）1月に完了した。
また川砂約609,000トンを東京都財務局小作砕石工場から小作駅を経て発送するため、延長約600mの専用側線と延長100mの積込場を設ける必要があり、この工事も国鉄に委託して施工し、1953年2月に完了した。
なお、小河内線や附帯設備などに係る建設費用の総額は9億1621万1千円であった。内訳は以下のとおりである。
- 土工費 133,781千円（切取51,985m3、築堤11,221m3、明り延長3,294m）
- 橋梁費 99,625千円（23箇所 延長1,121m）
- トンネル費 333,185千円（23箇所 延長2,285m）
- 軌道費 42,634千円
- 建物費 12,341千円
- 電気関係費 8,112千円
- 保安設備費 4,125千円
- 砂セメントビン築造費 35,256千円
- 氷川駅連結設備費 24,688千円
- 小作側線費 6,062千円
- 附帯工事費 29,404千円
- 青梅線強化関係費 78,954千円（既設国鉄青梅線、拝島外6駅施設増強）
- 総経費 104,249千円
- 補修費 3,795千円（災害復旧など）

### 開通準備
1952年度末には、資材輸送設備関係工事の一切が完了し、1953年3月からダムコンクリート打設を開始することとなった。資材輸送を開始するに至って、専用鉄道の運転を東京都水道局直営とするか、国鉄に委託するかについて比較検討した結果、直営運転とした方が経済的であるという結論を得た。
これに加え、全延長の半分以上がトンネルという路線条件で蒸気機関車を使用するため、煤煙による乗務員の労働条件悪化に対する国鉄労組の反対によって国鉄当局から東京都側による運転管理の要請があり、東京都水道局直営で運転管理することとなった。
しかし、専用線着工当時の1949年頃は、連合国軍最高司令官総司令部 (GHQ) の方針からも専用鉄道としての免許を新規に取得することが困難であったため、「3km以内」という国鉄の慣習的内規から見ても例外であるが、『氷川駅分岐専用側線』として運輸省に免許申請していた。側線では東京都水道局の直営管理は不可能なので、これを専用鉄道に切り替える必要があった。当時の国鉄首脳部との協議の結果、建設促進上の便宜上から、側線扱いにした経緯があったので、専用鉄道への切り替えもさして困難も無く、1954年（昭和29年）12月7日付で認可された。
なお、直営で運転管理するには当然専門要員が必要となり、国鉄東京鉄道管理局の斡旋によって機関車乗務員・駅務・保線員等9名が東京都水道局に採用された。

### 輸送
輸送を開始した小河内線であったが、プラントの砂貯蔵所容量が4,600トン（3・4日分）しかなかったため、コンクリート打設工程と完全に即応して砂を輸送しなければならなかった。さらに天候や季節の変化によるコンクリート施工量の変動に伴い、頻繁な列車ダイヤの変更を余儀なくされた。
ダム用セメントの総量約335,790トンおよび細骨材の6割に相当する約608,561トンの川砂は、小河内線によって輸送した。セメントは、バラ積み輸送のために日本車輌製造・日立製作所・新潟鐵工所で特別に製造したセメント専用貨車15両によって、東京都西多摩郡大久野村（現・日の出町）にある日本セメント西多摩工場（現・太平洋セメント西多摩事務所）から五日市線と青梅線を経由し、小河内線でダム現場の水根駅までの43.5kmを輸送した。川砂は無蓋車によって東京都財務局小作砕石工場から小作専用側線・青梅線・小河内線を経由して水根駅に輸送した。
なお、1956年（昭和31年）4月20日から輸送開始したフライアッシュも解袋せず貨車に積載して輸送した。
輸送状況の総括数値は以下のとおりであった。
- 総輸送量 964,732トン
- 貨車使用両数 608,561両
- 機関車走行距離 157,629km
- 輸送トン数 3,530,432,656トン・km
- 列車運行回数 11,630往復
- 燃料使用量 5,029トン

なお、総輸送量の内訳は以下のとおりである。
- 川砂 608,561トン
- セメント 335,790トン
- フライアッシュ 12,610トン
- その他 7,741トン

### 保線
鉄道運行の安全を確保するには保線が不可欠であり、当初は国鉄に保守の責任を委ねていたが、十分な保線ができなかったので、1953年2月以降は、東京都水道局が保線員を採用して直営で保線にあたった。小河内線は急勾配のうえ最小半径の曲線部が連続しており、切取部が多く、竣工後間もない頃だったので、土砂崩壊や落石も多く保線作業は予想以上に困難であった。資材輸送が完了するまでの5年半の間に148件の土砂崩壊や落石に見舞われた。平均すると2週間で約1回という高い頻度で土砂崩壊や落石が発生していたことになる。頻繁な線路巡回と乗務員の警戒によって事故防止に努めていたが、1956年（昭和31年）11月4日、大量の土砂崩壊によって列車転覆事故が発生し、殉職者を出した。
なお、保線に要した主要材料は以下のとおりである。
- 砂利 402m3
- ウッドチョック 2,810個
- チョック止釘 1,100本
- 枕木 1,554本
- 犬釘 2,551本
- ロックワッシャー 2,040個
- 継目板 4枚
- 継目板ボルト 270本

### 列車転覆事故
1956年11月4日17時55分頃、水根駅17時35分発氷川行き列車（C11 67牽引、12両編成）が氷川起点より200m（下り6/1000 R=160m）の地点、奥多摩町氷川除ヶ沢397番地先に差し掛かった際、線路上に進行直前に崩壊したと思われる約230m3の土砂に乗り上げ、脱線転覆し、機関車1両と貨車3両（有蓋車2両、無蓋車1両）が約25m下の日原川に転落。民家のすぐそばに66トンの重量がある蒸気機関車が落ちてきて大破した。このため、機関士や同乗の駅員ら6名が殉職した。事故発生と同時に対策本部を設置して遺体収容と小河内線を復旧した。

### 車両故障状況
車両の故障防止については、運転保安規則による検査を厳重に励行した結果、故障件数は33件に留まり、そのうち輸送に影響を与えたものはわずかに2件のみであったが、前述の列車転覆事故により機関車1両と貨車3両を大破した。セメント専用貨車は15両使用したが、その故障状況は以下のとおり51件である。
- ゲートスライダー不良 24件
- セメント取入口雨漏 4件
- バイブレーター故障 12件
- その他 11件

### 輸送経費
小河内線運行に要した経費は、約1億1千万円であり、貨物1トンあたりの平均輸送経費は114円であった。経費のうち機関車の運転費用が最も大きく、総額の半分近くを占めていたので、機関車の燃費改善が重要であった。燃料である石炭の全使用量は約5,000トンであり、貨物1トンあたりの石炭使用量は5.21kgであった。このことから、経済的な輸送条件は1日平均輸送量が500トン以上であることとされた。経費の内訳は以下のとおりであるが、金額はいずれも輸送完了時の確定額を採用した。
- 機関車運転費 4,984万円
- 保線費 790万円
- 水根駅構内操作費 543万円
- 車両借入その他 2,546万円
- 職員給与 2,137万円

### 観光鉄道計画
譲渡された西武鉄道は拝島線を青梅線に乗り入れさせる計画があり、終点の氷川駅から延びる水根貨物線と連絡させて、奥多摩湖周辺を観光地として開発しようと計画していた。1960年には湖畔と倉戸山頂上を結ぶケーブルカーの免許を取得し、キャンプ地やホテル、遊園地などを整備する予定であった。しかし、水不足の懸念により計画はとん挫し、1964年に、ケーブルカーの免許も失効した。

### 年表

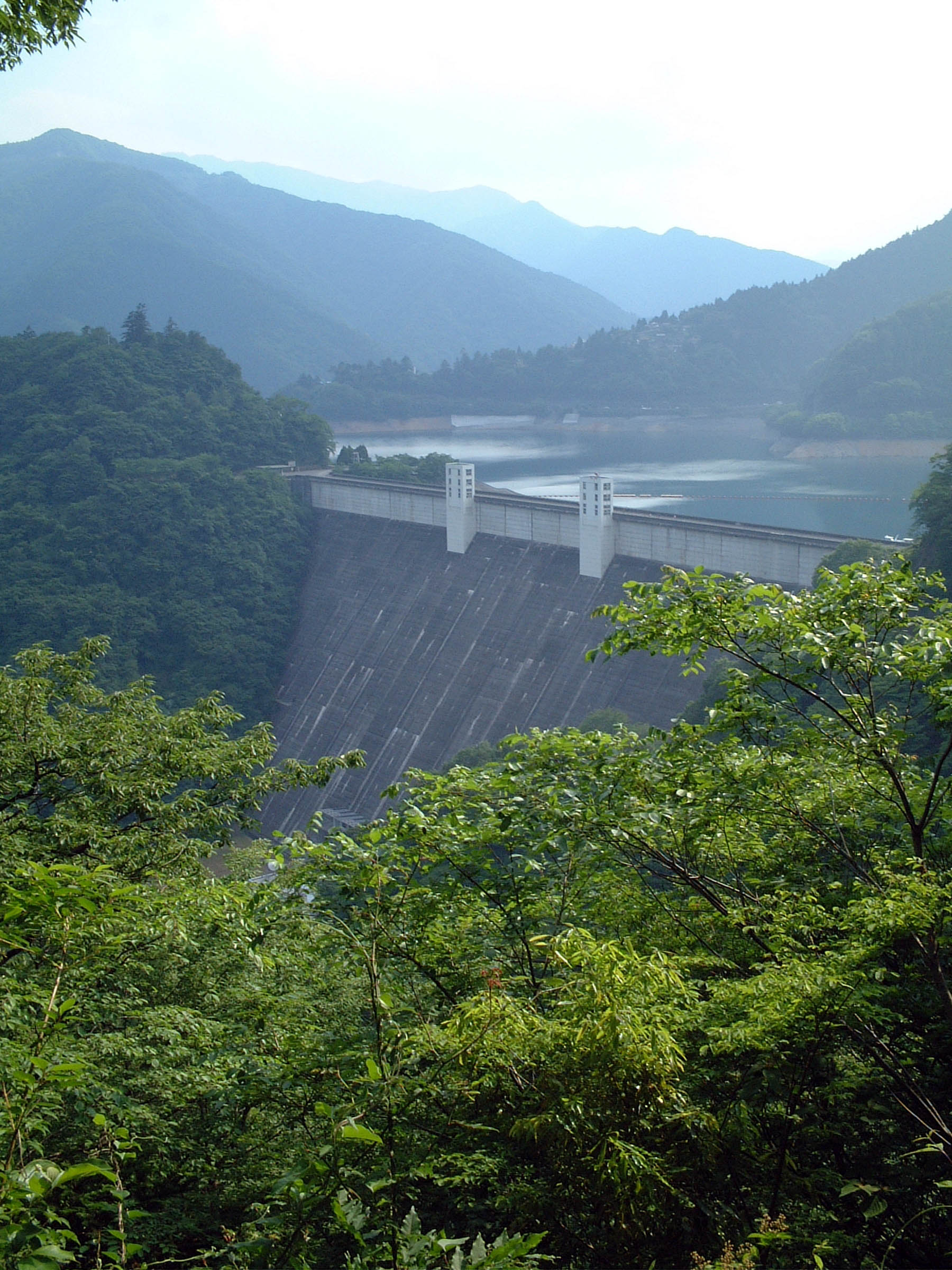
小河内ダム

- 1952年（昭和27年）5月1日 - 氷川（奥多摩駅） - 水根間開通。
- 1952年12月16日 - 氷川駅分岐専用側線として運転開始。
- 1954年（昭和29年）12月7日 - 専用鉄道として運輸省から免許交付。
- 1955年（昭和30年）4月20日 - 専用鉄道として運転開始。
- 1957年（昭和32年）5月10日 - 小河内ダムの資材輸送完了。
- 1963年（昭和38年）9月21日 - 西武鉄道へ譲渡。
- 1978年（昭和53年）3月31日 - 奥多摩工業へ譲渡。

## 車両
いずれも国鉄からの借入れによった。
- 国鉄C11形蒸気機関車
- 国鉄タキ2200形貨車
- 国鉄ホキ3500形貨車

## 駅一覧
- 氷川駅 - （貨）水根駅

氷川駅は国鉄・JR東日本の駅としては1971年に奥多摩駅に改称しているが、小河内線の駅としては改称されておらず氷川駅のままである。
水根駅は「水根操車場」「水根積卸場」の別名もあり、1995年度版『鉄道要覧』p.243では「氷川 - 水根積卸場」として記載されている。

## 接続路線
- 氷川駅（奥多摩駅）：青梅線